# Lilit Teryan
Lilit (ou Lilith ou Liliet) Teryan (ou Terian, Լիլիթ Տէրեան ; née le 31 décembre 1930 à Téhéran et morte le 7 mars 2019 dans la même ville) est une sculptrice arméno-iranienne. Elle introduit la sculpture moderne en Iran et enseigne dans différentes académies du pays.

## Biographie

### Enfance et famille
Lilit Teryan naît le 31 décembre 1930 ou le 1er janvier 1931. Elle a des origines arméniennes et est issue d'une famille d'amateurs d'art.

### Formation
Elle étudie la peinture durant un an à la faculté des Beaux-arts de l'université de Téhéran, en Iran, puis poursuit ses études à l'Université des Beaux-arts à Paris, où elle étudie la sculpture,,,,.

### Vie professionnelle
En 1960 ou 1961, Lilit Teryan revient en Iran et devient professeure d'art à la Faculté des arts décoratifs. Après la révolution iranienne, l'enseignement de la sculpture est interdit dans le pays mais elle continue à enseigner clandestinement.
Elle introduit dans le système éducatif iranien la sculpture moderne et fait partie des créateurs du département de sculpture de son université. Elle enseignera durant 23 ans dans des facultés d'art, formant ainsi certains des sculpteurs iraniens renommés. Elle a aussi été enseignante dans l'université islamique Azad (Islamic Azad University).
Lilit Teryan a aussi été membre du jury lors de la Biennale de sculpture de Téhéran.

### Mort
Lilit Teryan meurt à l'âge de 88 ans le 7 mars 2019.

## Œuvre
Lilit Teryan a notamment sculpté un mémorial pour le moine et inventeur de l'alphabet arménien Mesrop Mashtots (362-440), œuvre installée dans l'église Tarkmanchatz de Téhéran,. Elle a aussi réalisé un buste de Yeprem Khan (1868-1912), un dirigeant de la révolution constitutionnelle persane,.

## Renommée et hommages
L'ensemble de son œuvre est honoré par le musée Imam Ali Religious Arts Museum de Téhéran en février 2007.
À sa mort, Lilit Teryan est considérée comme l'une des sculptrices les plus importantes d'Iran et elle est surnommée « mère de la sculpture iranienne »,,. Une procession funèbre a lieu à la cathédrale Saint-Sarkis en son hommage.